# العلاقات المغربية الميكرونيسية
العلاقات المغربية الميكرونيسية هي العلاقات الثنائية التي تجمع بين المغرب وولايات ميكرونيسيا المتحدة.

## مقارنة بين البلدين
هذه مقارنة عامة ومرجعية للدولتين:
| وجه المقارنة                                              | المغرب                                 | ولايات ميكرونيسيا المتحدة |
| --------------------------------------------------------- | -------------------------------------- | ------------------------- |
| المساحة (كم2)                                             | 710.85 ألف                             | 702                       |
| عدد السكان (نسمة)                                         | 36.07 مليون                            | 105.54 ألف                |
| الكثافة السكانية (ن./كم²)                                 | 50.74                                  | 15.03 ألف                 |
| العاصمة                                                   | الرباط                                 | باليكير                   |
| اللغة الرسمية                                             | اللغة العربية، أمازيغية معيارية مغربية | لغة إنجليزية              |
| العملة                                                    | درهم مغربي                             | دولار أمريكي              |
| الناتج المحلي الإجمالي (بليون دولار)                      | 109.14 مليار                           | 336.43 مليون              |
| الناتج المحلي الإجمالي (تعادل القوة الشرائية) بليون دولار | 274.06 مليار                           | 365.27 مليون              |
| الناتج المحلي الإجمالي الاسمي للفرد دولار أمريكي          | 2.88 ألف                               | 3.02 ألف                  |
| الناتج المحلي الإجمالي للفرد دولار أمريكي                 | 7.49 ألف                               |                           |
| مؤشر التنمية البشرية                                      | 0.628                                  | 0.640                     |
| رمز المكالمات الدولي                                      | +212                                   | +691                      |
| رمز الإنترنت                                              | .ma                                    | .fm                       |
| المنطقة الزمنية                                           | ت ع م+01:00                            |                           |

## منظمات دولية مشتركة
يشترك البلدان في عضوية مجموعة من المنظمات الدولية، منها:
| علم المنظمة | اسم المنظمة                               | تاريخ انضمام المغرب | تاريخ انضمام ولايات ميكرونيسيا المتحدة |
| ----------- | ----------------------------------------- | ------------------- | -------------------------------------- |
|             | مؤسسة التنمية الدولية                     | 29 ديسمبر 1960      | 24 يونيو 1993                          |
|             | يونسكو                                    | 7 نوفمبر 1956       | 19 أكتوبر 1999                         |
|             | وكالة ضمان الاستثمار متعدد الأطراف        | 17 سبتمبر 1992      | 11 أغسطس 1993                          |
|             | الأمم المتحدة                             | 12 نوفمبر 1956      | 17 سبتمبر 1991                         |
|             | البنك الدولي للإنشاء والتعمير             | 25 أبريل 1958       | 24 يونيو 1993                          |
|             | الاتحاد الدولي للاتصالات                  | 1 نوفمبر 1956       | 18 مارس 1993                           |
|             | منظمة حظر الأسلحة الكيميائية              | ?                   | ?                                      |
|             | مؤسسة التمويل الدولية                     | 30 أغسطس 1962       | 24 يونيو 1993                          |
|             | المركز الدولي لتسوية المنازعات الاستشارية | 10 يونيو 1967       | 24 يوليو 1993                          |

## وصلات خارجية
- موقع وزارة الخارجية المغربية